# La Vernelle
La Vernelle – miejscowość i gmina we Francji, w Regionie Centralnym, w departamencie Indre.
Według danych na rok 1990 gminę zamieszkiwało 640 osób, a gęstość zaludnienia wynosiła 37 osób/km² (wśród 1842 gmin Regionu Centralnego La Vernelle plasuje się na 579. miejscu pod względem liczby ludności, natomiast pod względem powierzchni na miejscu 777.).